# قلعه استاناوند ناروهه
قلعه استوناوند  مربوط به دوره اسماعیلیان است و در شهرستان گرمسار، در ابتدای دره حبله رود واقع شده و این اثر در تاریخ ۲۵ خرداد ۱۳۸۱ با شمارهٔ ثبت ۵۸۰۸ به‌عنوان یکی از آثار ملی ایران به ثبت رسیده‌است.